# Kościół św. Jana Chrzciciela w Gołkowicach
Kościół św. Jana Chrzciciela – zabytkowa, drewniana świątynia, znajdująca się w Gołkowicach w powiecie kluczborskim, należąca do parafii Świętej Trójcy i Najświętszej Maryi Panny Różańcowej w Byczynie. Kościół wpisany jest pod numerem 809/64 z dnia 16 kwietnia 1964 roku do rejestru zabytków prowadzonego przez Narodowy Instytut Dziedzictwa.

## Historia kościoła
Pierwszy kościół drewniany miał istnieć w Gołkowicach już w średniowieczu. W XVI wieku przeszedł w ręce protestantów. Obecny wybudowany został w 1766 roku w miejscu dawnego i wówczas pełnił funkcję świątyni ewangelickiej. W 1933 roku konserwator nyski Lukas Mrzyglód odnowił ołtarz pochodzący z lat 1450–1480. W latach 70. XX wieku został on przeniesiony do opolskiej katedry. Po zakończeniu II wojny światowej kościół przejęli katolicy. Obiekt ucierpiał podczas powodzi stulecia w lipcu 1997 roku. Zalane zostało prezbiterium i zapadła się podłoga. Przez wiele lat nie przeprowadzano poważniejszych remontów świątyni. Na początku lat 90. XX wieku naprawiono poszycie (gonty) dachu, a w 2013 roku dokładnie go oczyszczono.

## Architektura

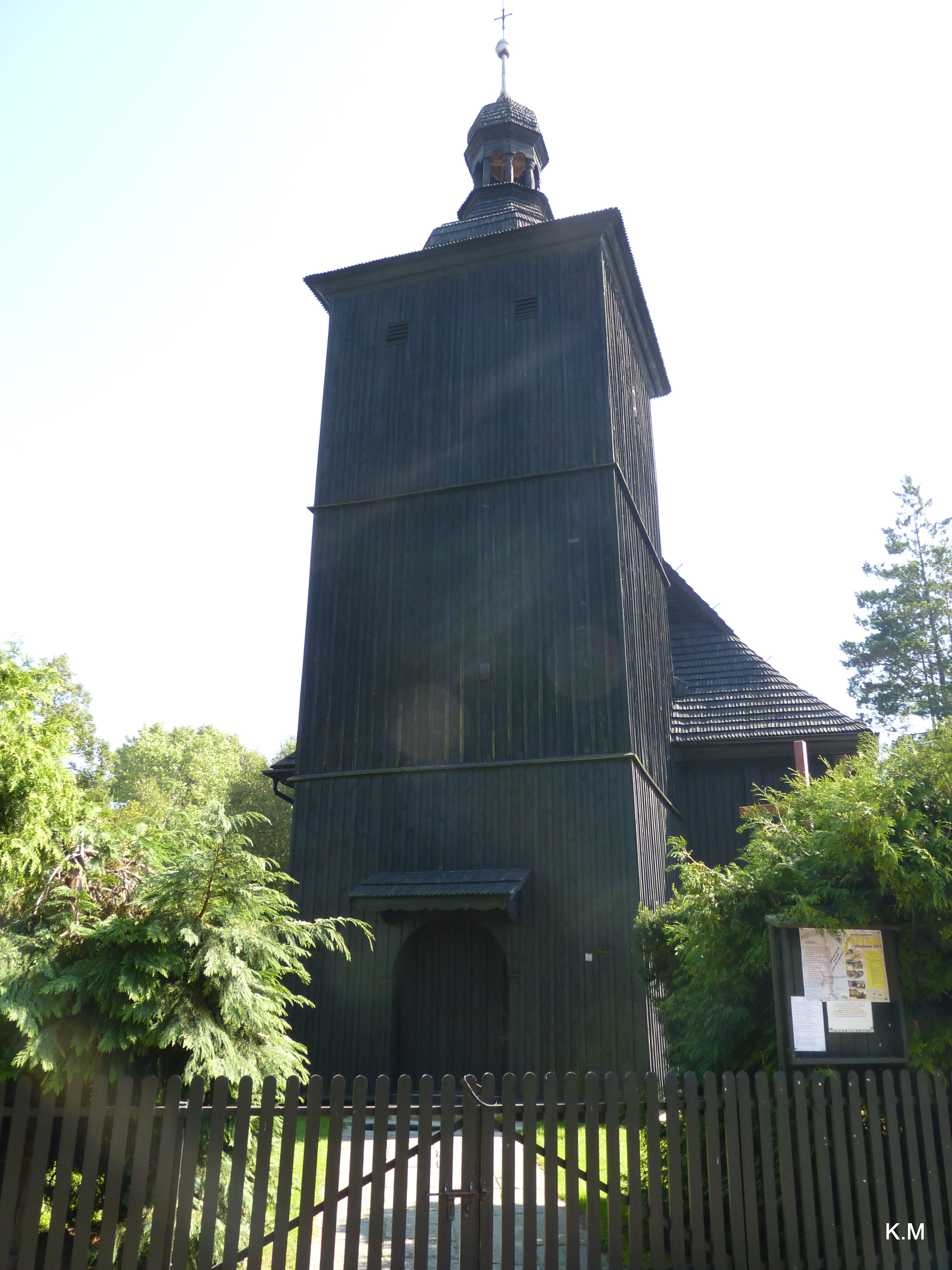
Wieża kościoła

Kościół jest orientowany, konstrukcji zrębowej, na ceglanej podmurówce. Znajdująca się nad głównym wejściem kwadratowa wieża wybudowaną na słup, nakryta jest baniastym hełmem z latarnią. Dachy budynku przykryto gontem, o konstrukcji siodłowej, tylko nad zakrystią dach jest trójspadowy.

## Wnętrze kościoła
Prezbiterium zamknięto trójbocznie, do niego przylega prostokątna zakrystia – stropy wewnątrz kościoła są płaskie. Wyposażenie pochodzi głównie z okresu baroku - zarówno ołtarz główny autorstwa Jana Sternberga (z 1768 roku), jak i ambona ludowa (z XVII wieku). W tęczy znajduje się belka z datą budowy kościoła (1766), a w zwieńczeniu kuta chorągiewka z datą 1767. Wśród pozostałych zabytkowych elementów wyposażenia są m.in.:
- prospekt organowy z początków XVIII wieku,
- anioł chrzcielny z muszlą i kartuszem herbowym Frankenbergów z 1768 roku,
- ława kolatorska z 1 połowy XVIII wieku,
- ławy z XVIII wieku,
- dwie chrzcielnice, z których jedna pochodzi z przełomu XVIII/XIX wieku, a druga – z 1 połowy XIX wieku,
- gotycki tryptyk,
- epitafia (wykonane przez Karola Magnusa von Götz oraz Gottlieba Lipińskiego)[4].

Chór muzyczny wsparty jest na dwóch słupach - na jego parapecie znajduje się rokokowa dekoracja.